# Hibiscus dioscorides
Hibiscus dioscorides är en malvaväxtart som beskrevs av Anthony G. Miller. Hibiscus dioscorides ingår i Hibiskussläktet som ingår i familjen malvaväxter. Inga underarter finns listade i Catalogue of Life.